# Shorttrack op de Olympische Winterspelen 1988
Shorttrack is een van de sporten die beoefend werden tijdens de Olympische Winterspelen 1988 in Calgary.
Het ging hierbij om een demonstratiesport. Er werden geen medailles toegekend.

## Mannen

### 500 meter
| Rang | Sporter(s)          | Land | Tijd                  |
| ---- | ------------------- | ---- | --------------------- |
|      | A-Finale            |      |                       |
| 1    | Wilf O'Reilly       | GBR  | 44.80                 |
| 2    | Mario Vincent       | CAN  | 45.15                 |
| 3    | Tatsuyoshi Ishihara | JPN  | 45.37                 |
| 4    | Robert Dubreuil     | CHN  | 45.38                 |
|      | B-Finale            |      |                       |
| 5    | Michel Daignault    | CAN  | 45.10                 |
| 6    | Orazio Fagone       | ITA  | 46.35                 |
| 7    | Kim Ki-hoon         | KOR  | 48.82                 |
| 8    | Toshinobu Kawai     | USA  | 49.12                 |
|      |                     |      |                       |
|      | Charles Veldhoven   | NED  | kwartfinale / 45.99   |
|      | Jaco Moss           | NED  | kwartfinale / 1:08.93 |
|      | Peter van der Velde | NED  | voorronde / 49.61     |
|      | Didier Claeys       | BEL  | voorronde / 1:21.93   |
|      | Richard Suijten     | NED  | voorronde / 47.81     |

### 1000 meter
| Rang | Sporter(s)          | Land | Tijd                      |
| ---- | ------------------- | ---- | ------------------------- |
|      | A-Finale            |      |                           |
| 1    | Wilf O'Reilly       | GBR  | 1:33.44                   |
| 2    | Michel Daignault    | CAN  | 1:33.66                   |
| 3    | Marco Bella         | FRA  | 1:34.45                   |
| 4    | Tatsuyoshi Ishihara | JPN  | 1:35.72                   |
| 5    | Louis Grenier       | CAN  | 1:37.17                   |
| 6    | Roberto Peretti     | ITA  | 1:48.33                   |
| 7    | Lee Joon-ho         | KOR  | DQ                        |
|      | B-Finale            |      |                           |
| 8    | Kim Ki-hoon         | KOR  | 1:37.20                   |
| 9    | Richard Suijten     | NED  | 1:37.52                   |
| 10   | Didier Claeys       | BEL  | 1:38.10                   |
|      |                     |      |                           |
|      | Peter van der Velde | NED  | halve finale / 1:43.14    |
|      | Jaco Moss           | NED  | DQ halve finale / 1:59:63 |
|      | Charles Veldhoven   | NED  | voorronde / 1.36.13       |

### 1500 meter
| Rang | Sporter(s)          | Land | Tijd                   |
| ---- | ------------------- | ---- | ---------------------- |
|      | A-Finale            |      |                        |
| 1    | Kim Ki-hoon         | KOR  | 2:26.68                |
| 2    | Louis Grenier       | CAN  | 2:26.99                |
| 3    | Orazio Fagone       | ITA  | 2:27.16                |
| 4    | Roberto Peretti     | ITA  | 2:27.24                |
| 5    | Mario Vincent       | CAN  | 2:27.34                |
| 6    | Michel Daignault    | CAN  | 2:28.15                |
|      | B-Finale            |      |                        |
| 7    | Lee Joon-ho         | KOR  | 2:38.19                |
| 8    | Tatsuyoshi Ishihara | JPN  | 2:38.65                |
|      |                     |      |                        |
| 9    | Didier Claeys       | BEL  | halve finale / 2:37.64 |
| 10   | Peter van der Velde | NED  | halve finale /2:38.57  |
| 11   | Charles Veldhoven   | NED  | halve finale / 2:54.63 |
| 12   | Richard Suijten     | NED  | halve finale / 2:39.10 |
| 13   | Jaco Moss           | NED  | voorronde / 2:42.07    |

### 3000 meter
| Rang | Sporter(s)          | Land | Tijd                  |
| ---- | ------------------- | ---- | --------------------- |
| 1    | Lee Joon-ho         | KOR  | 5:21.63               |
| 2    | Charles Veldhoven   | NED  | 5:22.39               |
| 3    | Michel Daignault    | CAN  | 5:30.68               |
| 4    | Peter van der Velde | NED  | 5:31.07               |
| 5    | Mario Vincent       | CAN  | 5:31.15               |
| 6    | Mo Ji-soo           | KOR  | 5:32.24               |
| 7    | Tatsuyoshi Ishihara | JPN  | 5:32.70               |
| 8    | Jaco Moss           | NED  | 5:36.16               |
|      |                     |      |                       |
| 9    | Richard Suijten     | NED  | halve finale /5:53.01 |
| 10   | Didier Claeys       | BEL  | voorronde / 5:51.03   |

### 5000 meter aflossing
| Rang | Sporter(s)                                                          | Land | Tijd    |
| ---- | ------------------------------------------------------------------- | ---- | ------- |
|      | Finale                                                              |      |         |
| 1    | Charles Veldhoven Peter van der Velde Jaco Mos Richard Suijten      | NED  | 7:03.60 |
| 2    | Roberto Peretti Enrico Peretti Orazio Fagone Hugo Herrnhof          | ITA  | 7:26.39 |
| 3    | Louis Grenier Robert Dubreuil Mario Vincent Michel Daignault        | CAN  | 7:35.47 |
| 4    | Andrew Gabel Patrick Moore Brian Arseneau David Besteman            | USA  | 7:47.59 |
|      | uitgeschakeld in halve finales                                      |      |         |
| 5    | Yuichi Akasaka Toshinobu Kawai Tsutomu Kawasaki Tatsuyoshi Ishihara | JPN  | 4:29.87 |
| 6    | Robert Blair Wilf O'Reilly Ian Ellis Stuart Horsepool               | GBR  | 4:47.06 |

## Vrouwen

### 500 meter
| Rang | Sporter(s)                       | Land | Tijd      |
| ---- | -------------------------------- | ---- | --------- |
|      | A-Finale                         |      |           |
| 1    | Monique Velzeboer                | NED  | 48.28     |
| 2    | Eden Donatelli                   | CAN  | 48.34     |
| 3    | Li Yan                           | CHN  | 48.84     |
| 4    | Sylvie Daigle                    | CAN  | 49.64     |
|      | B-Finale                         |      |           |
| 5    | Yumiko Yamada                    | JPN  | 49.57     |
| 6    | Maria Cristina Sciolla           | ITA  | 49.75     |
| 7    | Eiko Shishii                     | JPN  | DNF       |
| 7    | Simone Velzeboer                 | NED  | DNF       |
|      |                                  |      |           |
|      | Bea Pintens                      | BEL  | voorronde |
|      | Priscilla Ernst                  | NED  | voorronde |
|      | Joëlle van Koetsveld van Ankeren | NED  | voorronde |

### 1000 meter
| Rang | Sporter(s)                       | Land | Tijd                  |
| ---- | -------------------------------- | ---- | --------------------- |
|      | A-Finale                         |      |                       |
| 1    | Li Yan                           | CHN  | 1:39.00               |
| 2    | Sylvie Daigle                    | CAN  | 1:41.15               |
| 3    | Monique Velzeboer                | NED  | 1:43.10               |
| 4    | Qiao Jing                        | CHN  | 1:46.38               |
| 5    | Maryse Perreault                 | CAN  | 2:25.50               |
| 6    | Li Jinyan                        | CHN  | DQ                    |
|      | B-Finale                         |      |                       |
| 7    | Eden Donatelli                   | CAN  | 1:40.06               |
| 8    | Maria Rosa Candido               | ITA  | 1:40.21               |
|      |                                  |      |                       |
|      | Priscilla Ernst                  | NED  | halve finale /1:50.73 |
|      | Bea Pintens                      | BEL  | voorronde / 1:44.26   |
|      | Joëlle van Koetsveld van Ankeren | NED  | voorronde / 1:46.72   |

### 1500 meter
| Rang | Sporter(s)                       | Land | Tijd         |
| ---- | -------------------------------- | ---- | ------------ |
|      | A-Finale                         |      |              |
| 1    | Sylvie Daigle                    | CAN  | 2:37.61      |
| 2    | Monique Velzeboer                | NED  | 2:37.77      |
| 3    | Li Yan                           | CHN  | 2:37.92      |
| 4    | Eiko Shishii                     | JPN  | 2:38.19      |
| 5    | Yumiko Yamada                    | JPN  | 2:39.49      |
| 6    | Nathalie Lambert                 | CHN  | 2:44.77      |
|      | B-Finale                         |      |              |
| 7    | Maria Rosa Candido               | ITA  | 2:43.64      |
| 8    | Qiao Jing                        | CHN  | 2:43.91      |
|      |                                  |      |              |
|      | Priscilla Ernst                  | NED  | halve finale |
|      | Joëlle van Koetsveld van Ankeren | NED  | voorronde    |
|      | Bea Pintens                      | BEL  | voorronde    |

### 3000 meter
| Rang | Sporter(s)                       | Land | Tijd         |
| ---- | -------------------------------- | ---- | ------------ |
| 1    | Eiko Shishii                     | JPN  | 5:25.44      |
| 2    | Sylvie Daigle                    | CAN  | 5:25.82      |
| 3    | Maria Rosa Candido               | ITA  | 5:25.89      |
| 4    | Hiromi Takeuchi                  | JPN  | 5:26.52      |
| 5    | Li Yan                           | CHN  | 5:28.68      |
| 6    | Nathalie Lambert                 | CAN  | 5:37.36      |
| 7    | Nobuko Yamada                    | JPN  | 5:47.29      |
| 8    | Maryse Perreault                 | CAN  | 5:51.97      |
|      |                                  |      |              |
|      | Bea Pintens                      | BEL  | halve finale |
|      | Monique Velzeboer                | NED  | halve finale |
|      | Joëlle van Koetsveld van Ankeren | NED  | voorronde    |
|      | Priscilla Ernst                  | NED  | voorronde    |

### 3000 meter aflossing
| Rang | Sporter(s)                                                                          | Land | Tijd    |
| ---- | ----------------------------------------------------------------------------------- | ---- | ------- |
|      | Finale                                                                              |      |         |
| 1    | Maria Rosa Candido Gabriella Monteduro Barbara Mussio Maria Cristina Sciolla        | ITA  | 4:45.88 |
| 2    | Hiromi Takeuchi Eiko Shishii Yumiko Yamada Nobuko Yamada                            | JPN  | 4:46.91 |
| 3    | Sylvie Daigle Nathalie Lambert Eden Donatelli Marye Perreault                       | CAN  | 4:49.77 |
| 4    | Li Yan Li Jinyan Qiao Jing Zhang Yanmei                                             | USA  | 4:50.00 |
|      | uitgeschakeld in halve finales                                                      |      |         |
| 5    | Becky Mane SanFelippo Amy Peterson Tara Laszlo Tricia Stennes                       | USA  | 4:52.25 |
| 6    | Monique Velzeboer Priscilla Ernst Joëlle van Koetsveld van Ankeren Simone Velzeboer | NED  | 5:12.26 |